# 忍冬酒

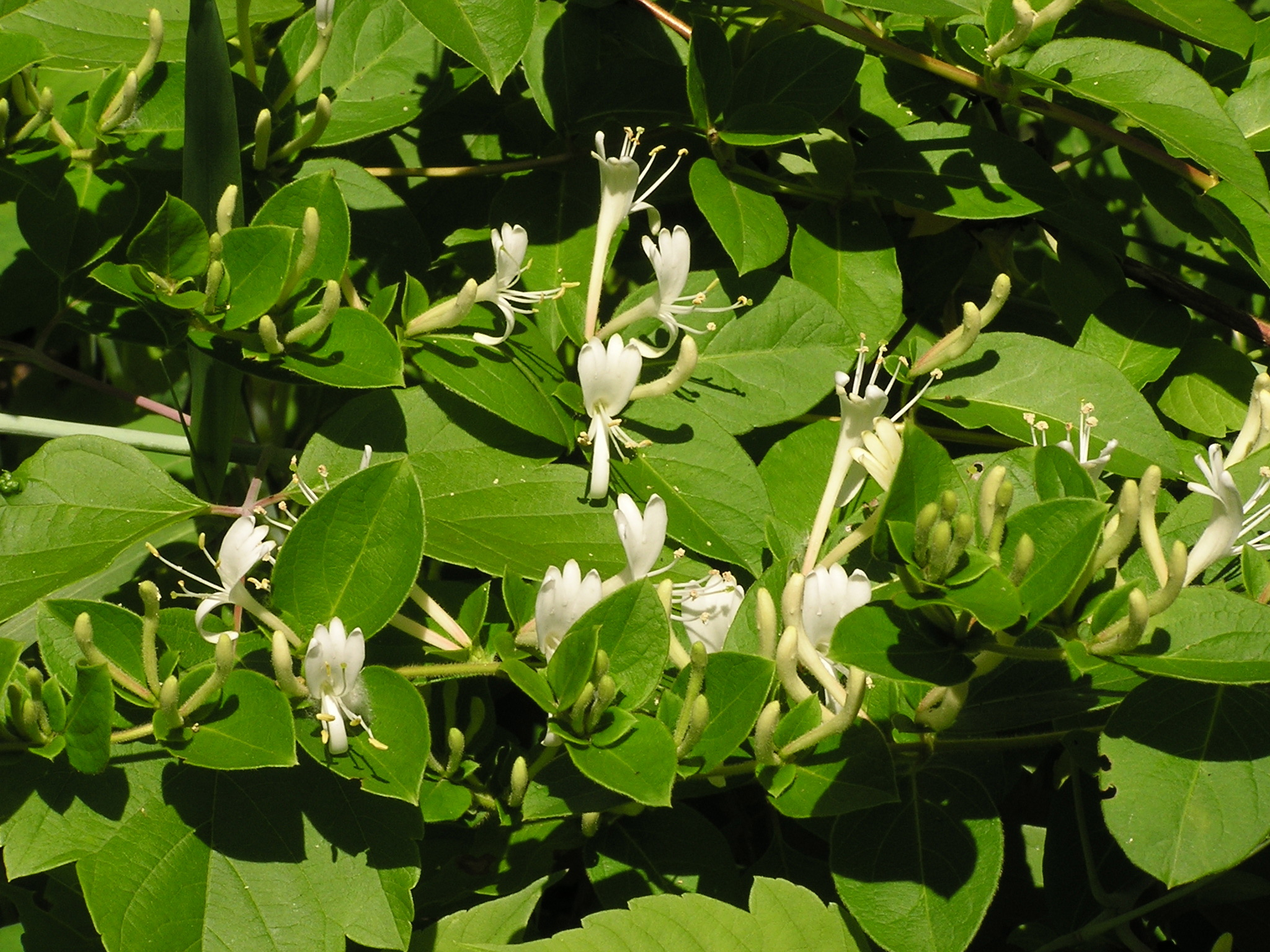
材料であるスイカズラ（忍冬）

忍冬酒（にんどうしゅ）は、スイカズラ（忍冬）を用いた薬用酒。荵苳酒とも書かれる。

## 歴史
保命酒とともに江戸時代から飲まれていた薬用酒である。保命酒は備後鞆や尾張大野で、忍冬酒は尾張犬山藩や紀州藩で製造されていた。犬山市では慶長2年（1597年）創業の小島醸造が忍冬酒の製造を続けている。
浜松藩では神谷家が忍冬酒を製造しており、徳川家康や朝鮮通信使も愛飲した。太平洋戦争時の食料統制によって浜松市での製造が途絶えていたが、1997年（平成9年）には酒屋有志が遠州夢倶楽部（後の浜松忍冬酒友の会）を結成して復活に取り組み、浜松市内の酒販店で忍冬酒が販売されている。2023年（令和5年）には浜松忍冬酒友の会が『忍冬酒に魅せられて』を出版した。

## 製法
『本朝食鑑』
焼酎
米麹
薬味として金銀花（忍冬花）、茨花
『童蒙酒造記』
味醂 1升
焼酎 1升
氷砂糖 78匁
薬味として金銀花（忍冬花）、丁子、紅花、桂枝、人参